# День щастя (фільм)
«День щастя» — радянський чорно-білий художній фільм, поставлений на кіностудії «Ленфільм» в 1963 році режисером Йосипом Хейфицем за повістю Юрія Германа.  Прем'єра фільму в СРСР відбулася 27 липня 1964 року.

## Сюжет
Лікар швидкої допомоги Олександр зустрічається в автобусі з прекрасною незнайомкою і тезкою Олександрою. Закохавшись, Олександр проводить з супутницею цілий вечір, але втрачає її в натовпі. Не в силах забути незнайомку, він намагається знайти її знову. Чоловік Олександри стає мимовільним винуватцем трагедії, відмовившись від експедиції. Він влаштовує собі «день щастя», який проводить з коханою дружиною. Змучена пияцтвом чоловіка і неробством, Олександра вирішує змінити своє життя, виїхати в село і повернутися до роботи в школі.

## У ролях
- Тамара Сьоміна — Олександра Миколаївна Орлова
- Валентин Зубков — Федір Андрійович, чоловік Олександри
- Олексій Баталов — Олександр Миколайович Берьозкін
- Микола Крючков — кравець Тимофій Кашин, батько Рити
- Лариса Голубкіна — Рита
- Йосип Конопацький — Лев Леонідович, наречений Рити

## Знімальна група
- Сценарій —  Юрій Герман,  Йосип Хейфиц
- Постановка —  Йосип Хейфиц
- Головний оператор —  Генріх Маранджян
- Художники —  Белла Маневич,  Ісаак Каплан
- Режисер —  Віталій Мельников
- Композитор —  Надія Симонян